# Rock Machine
Rock Machine je česká značka jízdních kol vyráběných firmou Bike Fun International. Značka byla založena roku 1994 v Litoměřicích firmou Sporting Style, a. s. Název značky odráží zálibu jejích tvůrců v rockové hudbě 90. let 20. století i v kamenitém horském terénu a odkazuje na primární zaměření značky na horská kola určená k zábavě a sportu. Roku 1996 značka představila první vlastní kolekci a roku 1998 svůj vlastní sjezdový speciál Rock Machine Adrenaline 7000, s nímž o rok později na světovém šampionátu ve sjezdu v kanadském Mont Sainte Anne obsadil Michal Maroši třetí místo. Značka byla také generálním sponzorem českého poháru ve sjezdu, nebo pořadatelem závodního seriálu Rock Machine Cross Country Cup.
Přestože si značka rychle získala značné renomé ve světě, firma se dostala do dluhů, což skončilo koncem roku 2001 prodejem značky mimo Českou republiku. Následujícím vlastníkem značky se stala firma Rock Machine Ltd., UK se sídlem v Londýně, kterou tvořil mezinárodní tým složený z Britů, Tchajwanců, Australanů, Čechů a Američanů. Ta pak rozšířila obchodní aktivity do více než 20 zemí světa. Roku 2009 značku koupila nizozemská firma Bike Fun International (od listopadu roku 2020 je jejím vlastníkem společnost ConsilTech, a. s., člen českého rodinného holdingu Consillium) a přestěhovala výrobu jejích kol do své továrny v Kopřivnici, v areálu Tatrovky, kde se již vyráběla kola značky Superior. Rock Machine se znovu zaměřil čistě na horská kola a do vývojového týmu byl jako produktový manager angažován Jarda "Spacemen" Spěšný, dřívější vicemistr světa v trialu. Značka se poté opět zařadila mezi mezinárodně nejuznávanější značky horských kol a nejnověji také elektrických horských kol. Roku 2017 bylo zřízeno velké testovací centrum horských elektrokol značky Rock Machine v Horní Bečvě v Beskydech. Na elektrickém horském kole značky Rock Machine zvítězil Michal Prokop, vítěz ankety Král cyklistiky z roku 2006 a tovární jezdec značky Rock Machine, v závodě EMTB Challenge Willingen v Německu roku 2022. Na kolech značky Rock Machine jezdí také závodní tým Rock Machine-Cyklomax Racing Team, ale také řada dalších jezdců jiných týmů.
Kola značky Rock Machine se pravidelně objevují mezi nejlépe hodnocenými horskými koly ve spotřebitelských testech.